# ویلیام گوستاووس نیکلسون، بارون اول نیکلسون
ویلیام گوستاووس نیکلسون، بارون اول نیکلسون (انگلیسی: William Nicholson, 1st Baron Nicholson; ۲ مارس ۱۸۴۵ – ۱۳ سپتامبر ۱۹۱۸) فرد نظامی اهل پادشاهی متحد بریتانیای کبیر و ایرلند بود. وی همچنین برندهٔ جوایزی همچون نشان حمام شده‌است.
افسر ارتش بریتانیا بود که در جنگ دوم انگلیس و افغانستان، جنگ مهدی، جنگ سوم انگلیس و برمه، جنگ دوم بوئر و جنگ جهانی اول خدمت کرد. او رئیس ستاد کل امپراتوری شد و از نزدیک در سازماندهی مجدد ارتش بریتانیا در سال‌های اولیه قرن بیستم مشارکت داشت.